# Kongobäckenet

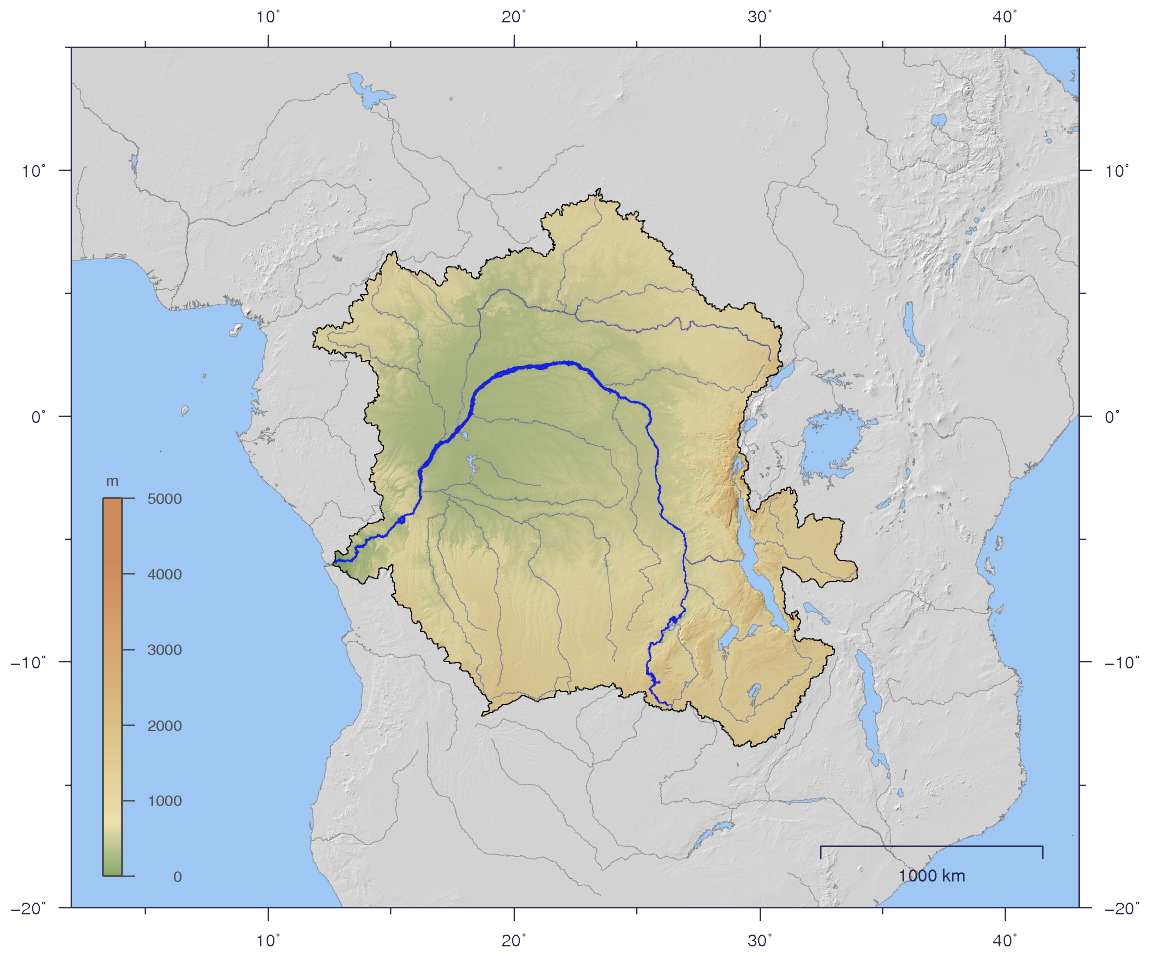
Kongoflodens sträckning och avrinningsområde.

Kongobäckenet är Kongoflodens avrinningsområde i västra centrala Afrika runt ekvatorn. Området innefattar nästan hela Kongo-Kinshasa samt delar av länderna Kongo-Brazzaville, Kamerun, Centralafrikanska republiken, Rwanda, Burundi, Tanzania, Zambia och Angola. Området är omkring 1 900 kilometer från norr till söder och ungefär samma öster till väster. I nordost gränsar det till Nilens avrinningsområde. Världens näst största regnskog, Cuvette centrale eller Cuvette congolaise, ligger i bäckenet mellan 4° N och 5° S. Söder och norr om regnskogen finns det savanner.